# Liste des épisodes de One Punch Man
Cet article est un complément de l’article sur le manga One Punch Man. Il contient la liste des épisodes de l'adaptation en série télévisée d'animation, répartis en saisons.

## Génériques

### Début
| Numéro | Titre                                                                                | Artiste     | Épisodes | 1re date de diffusion |
| ------ | ------------------------------------------------------------------------------------ | ----------- | -------- | --------------------- |
| 1      | THE HERO!! ~Okoreru Kobushi ni Hi wo Tsukero~ (THE HERO !! ～怒れる拳に火をつけろ～) | JAM Project | 1-12     | 5 octobre 2015        |
| 2      | Seijaku no Apostle (静寂のアポストル)                                                | JAM Project | 13-24    | 9 avril 2019          |

### Fin
| Numéro | Titre                                                         | Artiste              | Épisodes | 1re date de diffusion |
| ------ | ------------------------------------------------------------- | -------------------- | -------- | --------------------- |
| 1      | Hoshi yori Saki ni Mitsukete Ageru (星より先に見つけてあげる) | Hiroko Moriguchi     | 1-11     | 5 octobre 2015        |
| 2      | Kanashimitachi wo Dakishimete (悲しみたちを抱きしめて)        | Hiroko Moriguchi     | 12       | 21 décembre 2015      |
| 3      | Chizu ga Nakutemo Modoru kara (地図が無くても戻るから)        | Makoto Furukawa (en) | 14-23    | 16 avril 2019         |

## Liste des épisodes

### Saison 1
Diffusée entre le 5 octobre 2015 et le 21 décembre 2015, la première saison est composée de 12 épisodes.
| No | Titre en français                | Titre original                              | Date de 1re diffusion |
| --- | -------------------------------- | ------------------------------------------- | --------------------- |
| 1 | L'Homme le plus fort du monde    | 最強の男 Saikyō no otoko                    | 5 octobre 2015        |
| [Chapitres 1 - 4] Saitama était un employé de bureau moyen qui rêvait de devenir super-héros. Après s'être plié à un entraînement intensif qui lui a fait perdre ses cheveux, il a fini par acquérir la puissance nécessaire à réaliser son rêve. Mais il y a un hic. Il est devenu tellement fort qu'un seul coup lui suffit aujourd'hui pour terrasser ses ennemis. Et quand on est un super-héros mais qu'aucun adversaire n'est de taille, il y a de quoi être blasé. |                                  |                                             |                       |
| 2 | Le Cyborg solitaire              | 孤高のサイボーグ Kokō no saibōgu            | 12 octobre 2015       |
| [Chapitres 5 - 8] Une invasion de moustiques sanguinaires menace la ville Z, où habite notre héros ! Tuant tout sur leur passage, ils ne laissent que des cadavres vidés de leur sang derrière eux ! Mais un cyborg solitaire semble prêt à affronter l'essaim mortel et son chef, une mystérieuse femme-insecte. |                                  |                                             |                       |
| 3 | Le Savant obstiné                | 執念の科学者 Shūnen no kagaku sha           | 19 octobre 2015       |
| [Chapitres 9 - 12] Un savant fou en veut à Saitama ! Attaqués par ses sbires dont ils n’ont fait qu’une bouchée, Genos et notre héros interrogent l’un de ces animaux mutants puis décident d’aller rendre visite à leur maître pour régler la situation sur-le-champ ! Quels dangers attendent nos héros dans l'antre du scientifique, la Maison de l'Évolution ? |                                  |                                             |                       |
| 4 | Le Ninja des temps modernes      | 今時の忍者 Imadoki no ninja                 | 26 octobre 2015       |
| [Chapitres 13 - 15] Une armée de sans-emploi chauves attaque la ville ! En rébellion contre le monde du travail, elle détruit tout sur son passage, au point de s'attirer les foudres du mystérieux garde du corps ninja de Grisbi, un milliardaire dont elle veut la peau. Elle s'attire aussi la colère de Saitama, pour une raison davantage liée à leur pilosité capillaire commune.                                                                                  |                                  |                                             |                       |
| 5 | Le Maître ultime                 | 究極の師 Kyūkyoku no shi                    | 2 novembre 2015       |
| [Chapitres 16 - 19] Genos et Saitama se sont inscrits à l’examen d’entrée de l’Association des héros ! Ils doivent désormais passer des épreuves pour pouvoir figurer dans l'Almanach des super-héros et exercer enfin leur passion légalement ! |                                  |                                             |                       |
| 6 | La Ville de l'effroi             | 最恐の都市 Saikyō no toshi                  | 9 novembre 2015       |
| [Chapitres 18 - 20] La vie de super-héros professionnel de Saitama commence dans le calme le plus total. Alors qu’aucun désastre n’est à déplorer et qu’il passe ses journées à ne rien faire, notre héros découvre qu’il doit activement combattre le crime sous peine de se faire virer ! Et il ne lui reste que deux jours avant l’échéance ! |                                  |                                             |                       |
| 7 | L'Apprenti suprême !             | 至高の弟子 Shikō no deshi                   | 16 novembre 2015      |
| [Chapitres 21 - 22] Une météorite géante se dirige droit vers la ville Z ! L’Association des héros lance un appel aux héros de classe S, et Genos fait partie des rares à y répondre ! Réussira-t-il à empêcher la destruction totale de la ville où habite son cher maître ? |                                  |                                             |                       |
| 8 | Le Roi des profondeurs           | 深海の王 Shinkai no ō                       | 23 novembre 2015      |
| [Chapitres 23 - 25] Des monstres marins attaquent la ville J ! Face à cette menace sans précédent, plusieurs super-héros de toutes les classes confondues répondent à l’appel ! Genos et Saitama se mettent eux aussi en route pour les affronter. Qui réussira à vaincre le Roi des profondeurs, le terrible leader des monstres marins doté d’une puissance incommensurable ?                                                                                           |                                  |                                             |                       |
| 9 | La Justice inflexible            | 不屈の正義 Fukutsu no seigi                 | 30 novembre 2015      |
| [Chapitres 25 - 28] La situation est désespérée ! Le Roi des profondeurs a vaincu tous les héros qui s’opposaient à lui avec une facilité déconcertante ! Genos se prépare à l’attaquer alors que Roulettes Rider et Saitama se dirigent à vélo vers l’abri où le combat fait rage... Saitama a-t-il trouvé un adversaire à sa mesure où va-t-il terminer ce nouveau combat en un coup comme à son habitude ?                                                             |                                  |                                             |                       |
| 10 | Le Pire Danger de tous les temps | かつてない程の危機 Katsute nai hodo no kiki | 7 décembre 2015       |
| [Chapitres 29 - 32] Tous les héros de classe S sont convoqués pour une réunion d’urgence ! La grande voyante Ridma a prédit que la fin du monde est proche ! Comment nos héros vont-ils se préparer à faire face au plus grand danger que la terre ait jamais connu ? |                                  |                                             |                       |
| 11 | Le Champion de l'Univers         | 全宇宙の覇者 Zen uchū no hasha              | 14 décembre 2015      |
| [Chapitres 33 - 35] La Terre fait face au pire danger de son histoire ! Rien ne semble pouvoir arrêter les extraterrestres qui ont rasé la ville A en un clin d’œil ! Même les puissants membres de la classe S semblent impuissants face à ce nouvel ennemi ! Saitama, qui s’est introduit dans leur vaisseau, réussira-t-il à les arrêter ? |                                  |                                             |                       |
| 12 | Le Plus Puissant des héros       | 最強のヒーロー Saikyō no hīrō               | 21 décembre 2015      |
| [Chapitres 34 - 36] Saitama est aux prises avec le seigneur Boros. Le combat promet d'être épique tant les deux personnages possèdent une force incommensurable. Les héros de rang S sont également dans la bataille pour tenter d'empêcher le vaisseau extraterrestre de détruire la Terre. |                                  |                                             |                       |

### Saison 2
Diffusée entre le 9 avril 2019 et le 2 juillet 2019, la deuxième saison est composée de 12 épisodes.
| No | Titre en français            | Titre original                         | Date de 1re diffusion |
| --- | ---------------------------- | -------------------------------------- | --------------------- |
| 0 | Épisode spécial              | スペシャル Supesharu (Épisode spécial) | 2 avril 2019          |
| Résumé de la saison 1. |                              |                                        |                       |
| 1 (13) | Le Retour du héros           | ヒーローの帰還 Hīrō no kikan           | 9 avril 2019          |
| [Chapitres 37 - 39] Saitama croise par hasard la route de King, qu’on dit être le plus fort de tous les héros de l’Association. |                              |                                        |                       |
| 2 (14) | Le Monstre à visage humain   | 人間の怪人 Ningen no kaijin            | 16 avril 2019         |
| [Chapitres 40 - 44] Fubuki, leader de la classe B, arrive chez Saitama pour lui proposer de rejoindre son groupe. Mais notre héros accepterait-il de s'embêter avec des histoires de hiérarchie ? Surtout entre héros ? Rien n'est moins sûr. Fubuki devra trouver les bons arguments pour le convaincre au risque de se prendre un vent ! De leur côté, les méchants accepteront-ils l'incroyable offre de l'Association des Héros ? Une offre inédite qui répond à une situation inédite ! Une entente est-elle possible pour sauver la Terre d'un fléau plus puissant encore que tous ceux qu'elle a connus ? |                              |                                        |                       |
| 3 (15) | Que la chasse commence       | 狩りの始まり Kari no hajimari          | 23 avril 2019         |
| [Chapitres 45 - 50] Troublé par le comportement de Bang, Charanko, son disciple, va trouver Genos et Saitama. Pourront-ils le conseiller efficacement ? Sauront-ils expliquer les véritables motivations de Bang ? Saitama va au devant d'une belle prise de tête. Pendant ce temps-là, Garoh continue sa chasse sans merci... Qui pourra lui résister et l'arrêter ? |                              |                                        |                       |
| 4 (16) | Batte-Man                    | 金属のバット Kinzoku no batto          | 30 avril 2019         |
| [Chapitres 51 - 57] Grâce à un habile stratagème (l'utilisation d'une perruque) Saitama participe au tournoi Super Fight en se faisant passer pour Charanko, l'élève peu doué de Bang. Pendant ce temps, Batte-Man est chargé de la protection d’un cadre de l’Association des héros. |                              |                                        |                       |
| 5 (17) | Le Tournoi des arts martiaux | 武術の大会 Bujutsu no taikai           | 7 mai 2019            |
| [Chapitres 58 - 61] Alors que Saitama participe au Super Fight, une véritable invasion de monstres débute dans plusieurs villes en même temps. |                              |                                        |                       |
| 6 (18) | Le Soulèvement des monstres  | 怪人の蜂起 Kaijin no hōki              | 14 mai 2019           |
| [Chapitres 62 - 66] Alors que l’Association des héros fait face à une invasion sans précédent, Saitama continue son parcours au tournoi d’arts martiaux... Genos, parti combattre les démons lui aussi, pourra-t-il assister au premier combat de son maître dans l'arène ? |                              |                                        |                       |
| 7 (19) | Héros de classe S            | S級のヒーロー S-kyū no hīrō            | 21 mai 2019           |
| [Chapitres 67 - 71] Saitama arrive en finale du Super Fight alors que l’invasion des monstres continue, poussant plusieurs héros de classe S à intervenir... Le combat des héros contre les monstres semble devoir durer toujours. Quand Saitama apprendra-t-il l'abominable lutte qui se déroule en dehors du stade ? |                              |                                        |                       |
| 8 (20) | La Résistance des plus forts | 強い奴の抵抗 Tsuyoi yatsu no teikō     | 28 mai 2019           |
| [Chapitres 72 - 74] Suiryû a remporté le Super Fight après la disqualification de Saitama, mais des monstres débarquent soudain dans le stade. |                              |                                        |                       |
| 9 (21) | Un problème de puissance     | 最強の悩み Saikyō no nayami            | 11 juin 2019          |
| [Chapitres 75 - 79] Saitama revient au stade où s'est déroulé le Super Fight pour sauver Suiryû dont il a entendu les appels désespérés et s’apprête à affronter Bakuzan, qui lui, s'est transformé en monstre en en ingérant des cellules. |                              |                                        |                       |
| 10 (22) | L'Encerclement de la justice | 正義の包囲網 Seigi no hōi-mō           | 18 juin 2019          |
| [Chapitres 80 - 81] Un monstre s’infiltre dans le quartier général de l’Association des héros pour délivrer un message. |                              |                                        |                       |
| 11 (23) | L'Honneur de chacun          | それぞれの矜持 Sorezore no kyōji       | 25 juin 2019          |
| [Chapitres 82 - 83] Garoh affronte un groupe de classe A qui s’est réuni pour l’éliminer. |                              |                                        |                       |
| 12 (24) | La Fessée du maître          | 弟子の尻拭い Deshi no shirinugui       | 2 juillet 2019        |
| [Chapitres 84 - 85] Bang et son grand frère ont retrouvé Garoh et s’apprêtent à enfin l’affronter, sous les yeux de Genos. |                              |                                        |                       |

## Original Video Animation
Au Japon, des épisodes Original video animation sont commercialisés dans les versions Blu-ray et DVD de One Punch Man. Ces OAV sont des histoires exclusives écrites par le créateur original ONE. Ils ont lieu entre les épisodes de l'anime.
| No | Titre en français            | Titre original                                     | Date de 1re diffusion |
| --- | ---------------------------- | -------------------------------------------------- | --------------------- |
| 0 | Road to Hero                 | ロード・トゥ・ヒーロー Rōdo tu Hīrō                | 4 décembre 2015       |
| Cette OAV se situe avant l'épisode 1. Elle raconte la première année d'entraînement de Saitama et l'origine de son costume.       |                              |                                                    |                       |
| 1 | L'Ombre trop proche          | 忍び寄りすぎる影 Shinobiyori Sugiru Kage           | 24 décembre 2015      |
| Cette OAV prend place entre la défaite de la fille Mosquito et l'arrivée de Genos dans l'appartement de Saitama dans l'épisode 2. |                              |                                                    |                       |
| 2 | Le Disciple qui parlait trop | 話ベタすぎる弟子 Hanashibeta Sugiru Deshi          | 29 janvier 2016       |
| Cette OAV se situe entre l'épisode 3 et 4.                                                                                        |                              |                                                    |                       |
| 3 | Le Ninja qui en faisait trop | こじれすぎる忍者 Kojire Sugiru Ninja               | 24 février 2016       |
| Cette OAV se situe entre l'épisode 4 et 5.                                                                                        |                              |                                                    |                       |
| 4 | Le Héros trop obstiné        | 強引すぎるバング Gouin Sugiru Bang                 | 25 mars 2016          |
| Cette OAV se situe entre l'épisode 7 et 8.                                                                                        |                              |                                                    |                       |
| 5 | Les Sœurs trop compliquées   | 色々ありすぎる姉妹 Iroiro Ari Sugiru Shimai        | 22 avril 2016         |
| Cette OAV se situe entre l'épisode 9 et 10.                                                                                       |                              |                                                    |                       |
| 6 | Le Meurtre trop improbable   | 不可能すぎる殺人事件 Fukanou Sugiru Satsujin Jiken | 27 mai 2016           |
| Cette OAV se passe après l'épisode 12.                                                                                            |                              |                                                    |                       |